# مانی‌شات
مانی شات یا شات پردرآمد به شاتی گفته می‌شود که باعث درآمد بیشتری برای تهیه‌کننده یا سازنده کار باشد.

## مانی شات در فیلمسازی و تلویزیون
صحنه‌هایی از فیلم که باعث فروش بیشتری فیلم می‌شود از قبیل صحنه‌های اکشن یا احساساتی وحشتناک یا هنری و جنسی، برای مثال در فیلم سامسون و دلیله، صحنه فروپاشی معبد داگون، یک مانی شات بود که باعث می‌شود خیل عظیمی از مردم برای دیدن فیلم هجوم ببرند.
بیشتر اوقات این مانی شات‌ها برای ساخت هزینه بیشتری هم می‌طلبند ولی سود به دست آمده از این شات بیشتر از هزینه تولید آن است و عموماً این شات‌ها هزینه‌برترین قسمت یا بخش یک فیلم شمرده می‌شوند.

## مانی شات در مطبوعات و رسانه‌های خبری
مانی شات در رسانه‌های خبری می‌تواند در قالب فیلم یا عکس باشد و برای مطبوعات چاپی نظیر روزنامه‌ها یا مجلات عکس می‌باشد. این شات‌های می‌تواند تصویری از یک رویداد خبری مهم چون، سونامی، آتش فشان، جنگ و تظاهرات و .. باشد که باعث جذب بیننده و مخاطب می‌شود.

## مانی شات در فیلم‌های پورن
فیلم‌های پورن یا پورنوگرافی نیز شامل شات‌هایی می‌شوند که باعث ترغیب بیشتر و هیجانی تر شدن فیلم می‌شوند مانند صحنه‌های انزال یا پاشیدن منی و برای اینکار به بازیگر مرد پول بیشتری پرداخت می‌شود.